# Zeuctoboarmia dargei
Zeuctoboarmia dargei är en fjärilsart som beskrevs av Claude Herbulot 1981. Zeuctoboarmia dargei ingår i släktet Zeuctoboarmia och familjen mätare. Inga underarter finns listade i Catalogue of Life.